# Pierre Pujol
Pierre Pujol (ur. 13 lipca 1984 w Bordeaux) – francuski siatkarz, grający na pozycji rozgrywającego; reprezentant kraju. Do kadry narodowej został powołany w 2003 roku.
Pujol rozpoczął trenowanie siatkówki w wieku około 10 lat w Bordeaux. Pochodzi ze sportowej rodziny; jego matka uprawiała sport, ojciec grał w rugby w Mérignac, a siostra trenowała siatkówkę w tym samym klubie, co on. Od 2025 roku jest menadżerem reprezentacji Francji.

## Sukcesy klubowe
Liga francuska:
- 2007, 2010[6]

Superpuchar Włoch:
- 2007

Puchar CEV:
- 2011

Liga niemiecka:
- 2018, 2021

Superpuchar Niemiec:
- 2019, 2020

Puchar Niemiec:
- 2020

## Sukcesy reprezentacyjne
Liga Światowa:
- 2006
- 2016

Mistrzostwa Europy:
- 2015

## Nagrody indywidualne
- 2007: MVP Superpucharu Włoch